# عزلة اكمة الفتوح (ذمار)

تعديل مصدري - تعديل

عزلة اكمة الفتوح هي إحدى عزل مديرية مغرب عنس في محافظة ذمار اليمنية ويبلغ تعداد سكانها 1839 نسمة حسب التعداد السكاني في اليمن لعام 2004.

## روابط خارجية
- الجهاز المركزي للإحصاء بالجمهورية اليمنية
- المركز الوطني للمعلومات باليمن
- World Gazetteer:Yemen
- الدليل الشامل